# Gelou

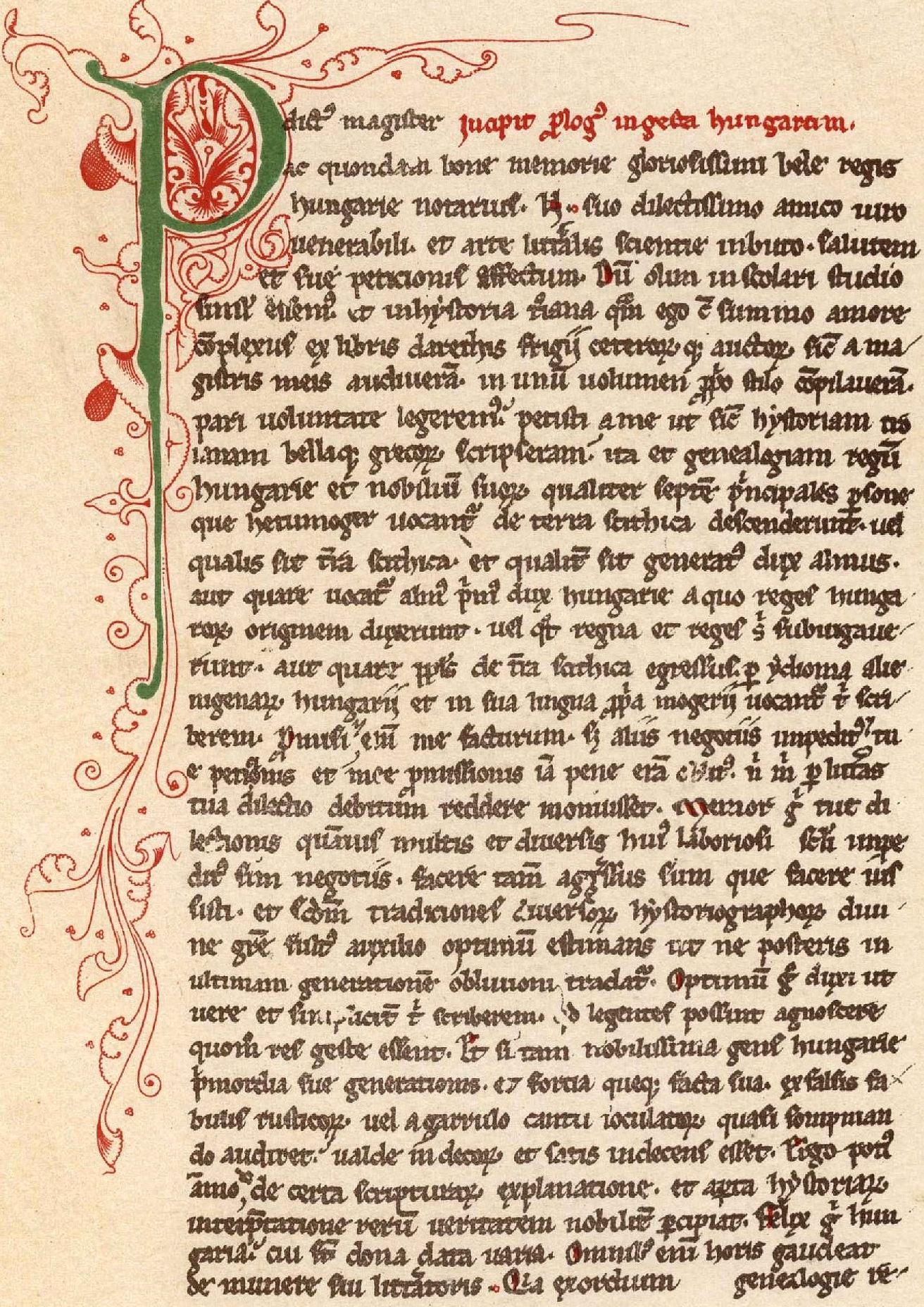
Primera página del manuscrito de la Gesta Hungarorum.

Gelou (en rumano: Gelu, en húngaro: Gyalu) fue el gobernante valaco de Transilvania en el momento de la conquista húngara de la cuenca de los Cárpatos alrededor del año 900, de acuerdo a la Gesta Hungarorum. Aunque la Gesta Hungarorum, que se escribió después de 1150, no menciona a los enemigos de los conquistadores húngaros (magiares) conocidos de anales y crónicas anteriores, se refiere a los gobernantes locales, incluido Gelou, que no se mencionan en otras fuentes primarias. En consecuencia, los historiadores debaten si Gelou fue un personaje histórica o una figura imaginaria creada por el autor no identificado de la Gesta Hungarorum. En la historiografía rumana, basada en la mención por parte de Anónimo unos 300 años después,  Gelou es considerado uno de los tres duques rumanos de principios del siglo X con tierras en la región interior de los Cárpatos de la actual Rumania.
La Gesta Hungarorum describe la Transilvania anterior a la conquista como un país rico en sal y oro, que fue asaltado por pueblos túrquicos, "cumanos y pechenegos", antes de la llegada de los magiares. La investigación arqueológica indica que un pueblo que incineró a sus muertos habitó las regiones de las minas de sal de Transilvania desde el siglo VII hasta el IX. Aunque las armas excavadas sugieren una élite militar, ninguna de las fortalezas de Transilvania de principios de la Edad Media descubiertas puede fecharse de manera confiable antes del siglo X. La Gesta Hungarorum afirma que el ducado de Gelou estaba habitado por valacos y eslavos; la mayoría de los topónimos registrados por el cronista en relación con el ducado de Gelou son de origen magiar. Según la Gesta Hungarorum, Tétény (o Tuhutum ), que era uno de los siete jefes magiares, derrotó al ejército de Gelou en las puertas de Meseș y Gelou fue asesinado en el río Căpuș mientras huía hacia su fortaleza sin nombre. Los súbditos de Gelou se rindieron ante Tuhutum sin mostrar más resistencia.

## Antecedentes
Lo que se sabe sobre Gelou proviene de la Gesta Hungarorum, la crónica húngara más antigua que se conserva. La Gesta fue escrita durante la segunda mitad del siglo XII o principios del siglo XIII por un autor no identificado, ahora conocido como Anónimo. Describe la conquista magiar de la cuenca de los Cárpatos alrededor del año 900.
Los magiares, asentados en la estepa póntico-cáspica en la década de 830, comenzaron una migración hacia el oeste después de ser derrotados por una coalición de pechenegos y búlgaros alrededor de 895. Cruzaron las montañas de los Cárpatos, invadiendo el área circundante. Gelou fue un gobernante local descrito en la Gesta Hungarorum como un oponente de los magiares invasores. Anónimo no escribió sobre Simeón I de Bulgaria, Svatopluk I de Moravia u otros oponentes conocidos de fuentes contemporáneas, sino que relató las batallas magiares con los gobernantes locales (incluidos Gelou, Menumorut y Salan) que no se mencionan en otras fuentes primarias.

## Transilvania en vísperas de la conquista húngara

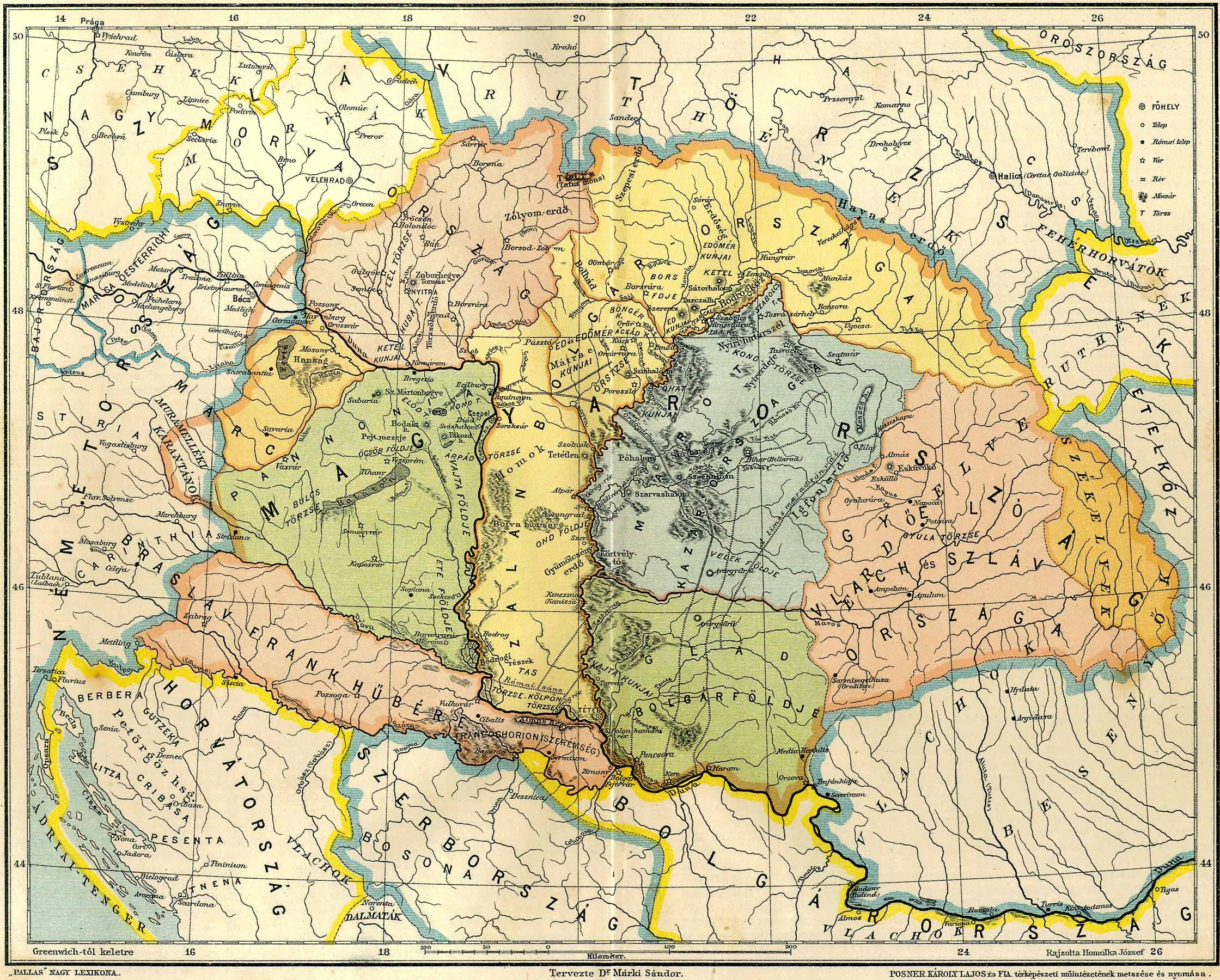
La cuenca de los Cárpatos en en vísperas de su conquista por los húngaros. El ducado de Gelou se halla coloreado de rosa, al este.

Los ávaros nómadas dominaron la cuenca de los Cárpatos desde alrededor de 567. En Transilvania, la evidencia arqueológica que se les atribuye alrededor de 630 se agrupa en la región de las minas de sal de Ocnișoara, Ocna Mureș y Turda, y a lo largo de los ríos Mureș y Someș. Los cementerios de cremación del grupo Mediaș, una población sedentaria, también se concentraron alrededor de las minas de sal en los siglos VII al IX. Aunque los cementerios de Mediaș se han atribuido a eslavos, según Madgearu "no se debe descartar la presencia de rumanos en este contexto". Los nombres de muchos ríos de Transilvania, por ejemplo, Bistrița ("rápido"), Cerna ("negro"), Dobra ("bueno") y Târnava ("espinoso"), son de origen eslavo, lo que indica la presencia histórica de un población de habla eslava. Según Madgearu, dos espuelas del siglo VIII desenterradas en Șura Mică y Medișoru Mare "sugieren la existencia de tropas de caballería de eslavos y, quizás, rumanos al servicio de los ávaros" (ya que el uso de espuelas entre los ávaros no es seguro).
El Jaganato avaro se desintegró después de que los francos invadieran sus regiones occidentales tres veces entre 791 y 803. Una columna de piedra erigida durante el reinado de Omurtag de Bulgaria conmemora la muerte en 829 de un comandante búlgaro llamado Onegavon en el río Tisza, lo que indica que los búlgaros invadieron las regiones orientales del antiguo jaganato. Según los Anales de Fulda, en 894 el emperador Arnulfo envió emisarios a los búlgaros para "pedirles que no vendieran sal a los moravos", lo que demostraría que los búlgaros controlaban, como mínimo, las carreteras entre las minas de sal de Transilvania y Moravia.
Según algunos historiadores como Kurdt Horedt o István Bóna, la cerámica Dridu B desenterrada en la región de Alba Iulia, similar a los utensilios de cerámica encontrados a lo largo del bajo Danubio, demuestra que los búlgaros expandieron su autoridad sobre esta región. Otros historiadores (como Victor Spinei) rechazan esta teoría y dicen que la cerámica Dridu B solo puede demostrar influencias culturales de la península balcánica. El llamado "grupo Ciumbrud" de cementerios, que también fueron desenterrados cerca de Alba Iulia (Ciumbrud), produjo aretes y accesorios de ropa análogos a los hallados de la región del bajo Danubio y Moravia. Espuelas, armas y otros objetos francos desenterrados en Iernut, Tărtăria y otros sitios de Transilvania demuestran el comercio del siglo IX con el Imperio carolingio. Espuelas similares también se usaban comúnmente en Bulgaria y por los magiares del siglo X.
Vlad Georgescu, Ioan-Aurel Pop y Alexandru Madgearu afirman que la Gesta Hungarorum y las fuentes contemporáneas verifican la existencia de una entidad política valaca del siglo IX en la región de los Cárpatos y el Danubio. La traducción de Alfredo el Grande de Historiae Adversus Paganos, una obra del siglo V de Orosio, se refería a "los dacios, que antes eran godos" y vivían al este de los moravos y el "país del Vístula". El erudito persa del siglo XI Gardizi, que estudió las obras de Abu Abdallah al-Jayhani de finales del siglo IX, escribió sobre los nandar, "un pueblo de Rûm que son todos cristianos", que habitaba el bajo Danubio y los Cárpatos. Pop los identifica como rumanos, pero Bóna y Kristó los consideran búlgaros porque nándor era el exónimo húngaro de los búlgaros. Una obra geográfica armenia menciona "un país desconocido llamado Balak" al norte de Bulgaria. Según Pop y Georgescu, esto demuestra que existía un país valaco en la región a finales del siglo IX. Estudios manuscritos indican que la referencia a Balak fue interpolada después del año 1000, el texto original describía el "gran país de Dacia" y sus 25 tribus eslavas. Según la Crónica de Néstor de principios del siglo XII, aunque los eslavos fueron los primeros pobladores al oeste de los Cárpatos, los volojs se apoderaron de su territorio. Los volojs fueron expulsados a su vez por los magiares, quienes "tomaron sus tierras y se establecieron entre los eslavos". Muchos eruditos, incluidos Georgescu y Madgearu, identifican a los volojs como valacos que luchan contra los invasores magiares. Otros historiadores, incluidos Kristó y Dennis Deletant, dicen que el contexto indica que estos volojs eran francos expulsados de la Marca de Panonia por los magiares.
Aunque los investigadores rumanos han logrado identificar alrededor de una docena de fuertes en Transilvania de la época del ducado de Gelou, ninguno puede fecharse definitivamente antes del paso del siglo IX al X. Los fuertes de Dăbâca y Șirioara fueron destruidos entre las últimas décadas del siglo X y la primera mitad del XI, pero su existencia antes del 900 no está probada. En Dăbâca, "la evidencia publicada hasta ahora, aunque de manera deficiente, contiene evidencia de una ocupación del sitio en el siglo IX", según el arqueólogo Florin Curta. Curta menciona dos pares de colgantes en forma de campana, encontrados fuera del fuerte, que son similares a artefactos moravos del siglo IX. Madgearu escribe que los colgantes en forma de campana solo se fabricaron más tarde de ca. 965, porque se encontraron joyas similares en sitios fechados entre el último tercio del siglo X y la primera mitad del siglo XI. Los hallazgos de cerámica sugieren que la fortaleza de Cluj-Mănăștur pudo haber sido construida durante el siglo IX o X. Los fuertes medievales tempranos en Moigrad, Ortelec, Șimleu Silvaniei y Zalnoc se construyeron en el paso del siglo X al XI, y el fuerte de Moldovenești incluso más tarde. Las leyendas identifican las ruinas de los fuertes de Gheorgheni, Gilău y Ugruțiu como de la época de Gelou, pero se construyeron durante la Edad del Hierro. Según Vlad Georgescu, más de cuarenta sitios excavados en Transilvania pueden identificarse como asentamientos del ducado de Gelou.

## Narración de Anónimo

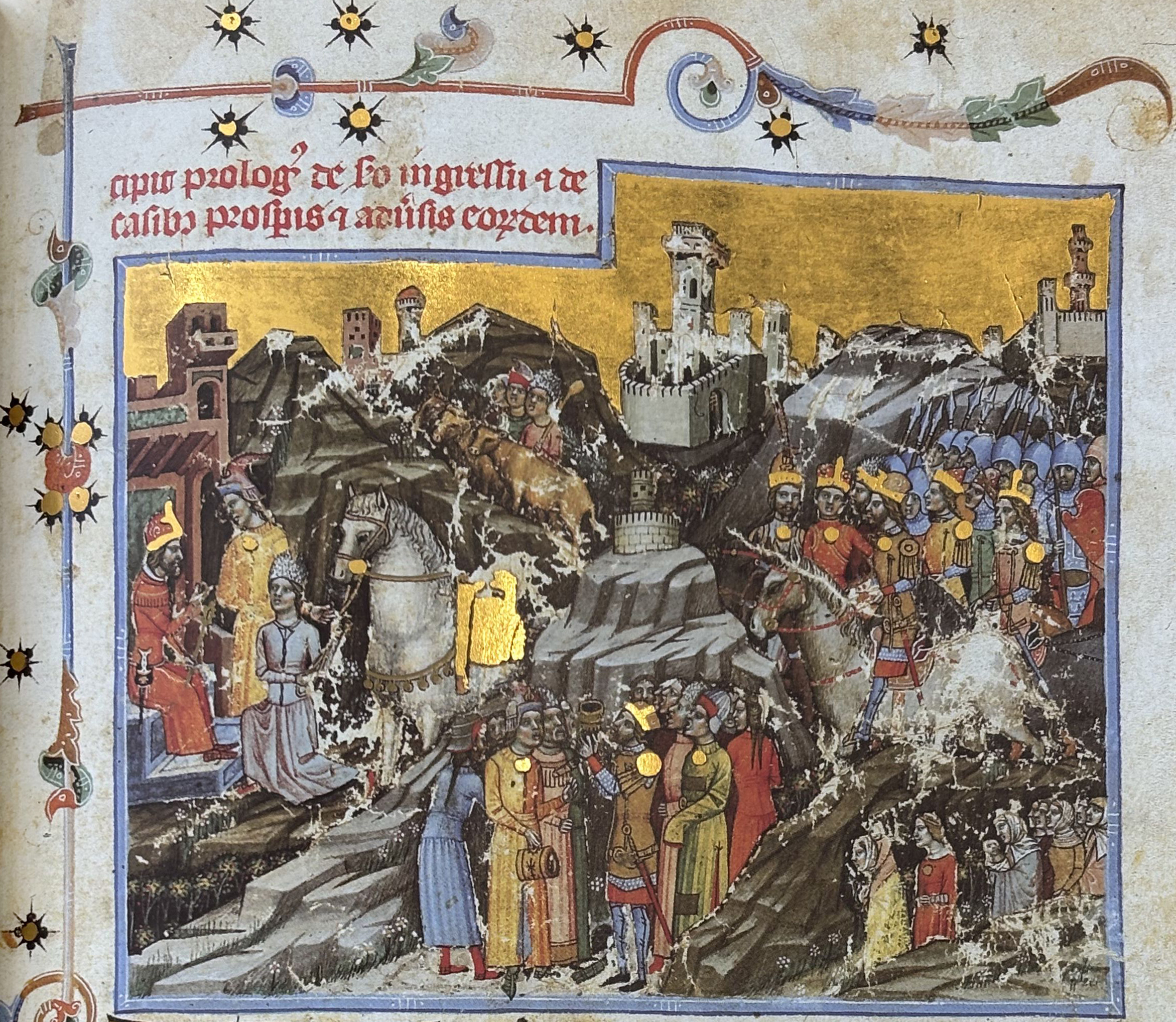
La llegada de los magiares a la cuenca de los Cárpatos en el Chronicon Pictum.

### Gelou y su ducado
Según Anónimo, "eslavos, búlgaros, valacos y los pastores de los romanos" habitaban la cuenca de los Cárpatos cuando los magiares invadieron el territorio. El cronista describe Transilvania (terra ultrasilvana, "la tierra más allá de los bosques") como un país rico en minas de sal y ríos que producen oro, habitado por "valacos y eslavos" cuando llegaron los magiares, y registra los nombres de cinco ríos de Transilvania o pasos de montaña. La mayoría -Almaș, Aștileu, Căpuș y Mezeș- son de origen húngaro. En la Gesta Hungarorum, Gelou se describe como "un cierto valaco" y "príncipe de los valacos", lo que indica que los valacos eran considerados la población dominante de Transilvania.

Entonces Tuhutum, habiendo oído hablar de la bondad de esa tierra, envió a sus enviados al duque Arpád para pedirle permiso para ir más allá de los bosques [ultra silvas] para luchar contra el duque Gelou. El duque Árpád, después de pedir consejo, elogió el deseo de Tuhutum y le dio permiso para ir más allá del bosque para luchar contra el duque Gelou. Cuando Tuhutum escuchó esto de un enviado, se preparó con sus guerreros y, habiendo dejado allí a sus compañeros, se dirigió hacia el este más allá de los bosques contra Gelou, duque de los valacos. Gelou, duque de Transilvania, al enterarse de su llegada, reunió a su ejército y cabalgó rápidamente hacia él para detenerlo en las puertas de Meszes, pero Tuhutum, cruzando el bosque en un día, llegó al río Almaș. Entonces ambos ejércitos se encontraron, con el río tendido entre ellos. El duque Gelou planeó detenerlos allí con sus arqueros.

Según Anónimo, Gelou "no fue firme y no tenía a su alrededor buenos guerreros". Los valacos y eslavos de Transilvania eran "los más bajos de todo el mundo" porque "no tenían más armas que arcos y flechas". La debilidad de Transilvania era resultado de las frecuentes incursiones de "cumanos y pechenegos". Según Ioan-Aurel Pop, la descripción de Anónimo de los súbditos de Gelou indica un pueblo sedentario llamado a las armas. Carlile Aylmer Macartney escribe que las palabras Blasii y Picenati para valacos y pechenegos y la referencia a sus "arcos y flechas" sugieren que Anónimo tomó prestado el texto de una obra que describe la ruta de la Tercera o Cuarta Cruzada a través de los Balcanes, la Historia de expedicione Friderici imperatoris de finales del siglo XII menciona a los valacos y cumanos y sus arcos y flechas. Basado en la narrativa de Anónimo, Sălăgean afirma que el poder de Gelou era pequeño en comparación con los otros cinco mencionados en la Gesta Hungarorum.

### Conquista de Transilvania
Anónimo y Simón de Kéza de finales del siglo XIII escribieron que los magiares pasaron por alto Transilvania después de cruzar los Cárpatos septentrionales. Sin embargo, las crónicas húngaras del siglo XIV conservan una tradición que contradice estas narraciones. En el Chronicon Pictum, los magiares llegaron por primera vez a Transilvania (Erdelw) con su conquista, "permaneciendo tranquilamente en Erdelw y descansando sus rebaños" antes de avanzar más al oeste.
La Gesta Hungarorum relata una reunión de tres jefes húngaros, Teteny (o Tuhutum), Szabolcs y Tas, después de su victoria sobre Menumorut, a quien se describe como señor de Bihor. Decidieron que "la frontera del reino del príncipe Árpád" (el jefe de los magiares) "debería estar en las puertas de Mezeș", obligando a la población local a construir un recinto de piedra y madera en la nueva frontera. Tétény pronto envió un espía, el "padre Agmánd Apafarkas", para reconocer la tierra al este de las puertas de Mezeș. El espía le informó de la riqueza de Transilvania y la debilidad de su gobernante. Antes de la invasión, Tétény "mandó a sus enviados" a Árpád para obtener permiso. Con el consentimiento de Árpád, Tétény se apresuró a llegar a las puertas de Mezeș. De acuerdo a Madgearu, su ataque estaba "claramente dirigido hacia el distrito de las minas de sal" de Transilvania.
Gelou "reunió a su ejército y cabalgó rápidamente." hasta la frontera para detener a los invasores. Tétény cruzó el bosque en un día, lo que obligó a Gelou a retirarse al río Almaș. y luchar contra los magiares allí. Al día siguiente, Tétény dividió su ejército y "envió una parte un poco río arriba" para cruzar el Almaș y sorprender a Gelou. Gelou fue derrotado, y muchos de sus hombres asesinados o capturados. Aunque huyó del campo de batalla hacia "su castillo junto al río Someș", los soldados de Tétény lo persiguieron y mataron en las orillas del río Căpuș, cerca del lugar donde se encontraba el pueblo de Gilău. Cuando se enteraron de la muerte de su señor, los habitantes de Transilvania cedieron, reconociendo a Tétény como su nuevo señor. Le hicieron un juramento de lealtad en un lugar más tarde llamado Așchileu (en húngaro, Eskellő, que deriva de eskü, que significa "juramento" en húngaro, según Anónimo). Anónimo finaliza su relato de la conquista húngara de Transilvania diciendo que Tétény gobernó Transilvania "pacífica y felizmente desde ese día, pero su posteridad la poseyó solo hasta los tiempos del santo rey Esteban" (quien conquistó la provincia alrededor del año 1000).

## En la historiografía moderna
La fiabilidad de la Gesta Hungarorum, particularmente en lo que respecta a Gelou, Glad, Menumorut y los otros gobernantes descritos como combatientes contra los magiares conquistadores, ha sido debatida por los estudiosos desde la publicación de la crónica a finales del siglo XVIII. La mayoría de los historiadores rumanos (como Vlad Georgescu, Alexandru Madgearu y Victor Spinei) creen que la historia de Anónimo sobre los tres duques y sus reinos es confiable. Madgearu afirma que el "relato sobre la conquista" de Transilvania de Anónimo "combina datos tomados de la tradición oral con hechos inventados", pero "Gelou era una persona real y su nombre podría considerarse auténtico". Spinei también escribe que la mayoría de los informes en la Gesta Hungarorum "no son invenciones, sino que tienen un apoyo real, aunque aquí y allá ocurrieron aparezcan anacronismos". Cita el papel de los cumanos como ejemplo, diciendo que la palabra húngara traducida por Anónimo como "cumanos" (kun) originalmente se refería a cualquier tribu nómada túrquica.
Desde finales de la década de 1960 hasta 1989, se asumió que Dăbâca era la capital de Gelou. Durante las excavaciones en Dăbâca, según Florin Curta, los arqueólogos rumanos: 

hicieron todos los esfuerzos posibles para convertir a Dăbâca en una Troya de Transilvania y demostrar que la Gesta era una confiable fuente de la historia medieval de Transilvania (rumana)", mientras que "la evidencia publicada hasta ahora, aunque deficientemente, contiene evidencia de una ocupación del sitio en el siglo IX ... la impresión que el lector atento obtendrá del informe arqueológico de 1968 es que, lejos de distorsionar o destruir astutamente la evidencia, los excavadores se sintieron abrumados por la complejidad del sitio y avergonzados de que no se encontraron pruebas sustanciales para demostrar que la Gesta tenía razón... hay cuatro recintos en Dăbâca

. 
Argumenta que basándose en dos pares de colgantes de plata, similares a las joyas de Moravia del siglo IX, que se encontraron en el sitio, se puede probar que el primer campamento existió en el siglo IX. Por el contrario, Madgearu afirma que:

los investigadores propusieron una fecha del siglo IX para estos colgantes, pero esto es imposible, porque tales piezas se encontraron solo en sitios fechados entre el último tercio del siglo X y la primera mitad del siglo XI, por tanto, estos colgantes muestran que la primera etapa se prolongó hasta un momento que podría situarse entre el último tercio del siglo X y la primera mitad del siglo XI.

[...]la etapa I terminó con el incendio de toda la fortaleza […] se puede concluir que la destrucción que puso fin a la primera etapa ocurrió alrededor de principios del siglo XI. Esto quiere decir que el hecho histórico que se podría asociar con esta evidencia arqueológica es el ataque del rey Esteban I contra el duque de Transilvania, ocurrido en 1002 o 1003.

[...]la destrucción de la etapa I no tenía relación con el conflicto en el que Gelou estuvo involucrado. No se observó una destrucción anterior. Este hecho no descarta una datación de la etapa I durante la época de Gelou, porque la fortaleza podría haber permanecido intacta, ya que, según la Gesta Hungarorum, los hombres de Gelou se rindieron a los húngaros después de su muerte.

.
Concluyendo su caso sobre las excavaciones, Madgearu argumenta que:

la existencia de la fortaleza Dăbâca desde el siglo IX aún no está probada por la evidencia arqueológica, pero todavía es posible, ya que algunos resultados de las excavaciones no fueron publicados. Por otro lado, si los hechos relatados por Gesta Hungarorum ocurrieron, más probablemente, en la década de 930, sigue siendo posible una fecha en la época de Gelou. Teniendo en cuenta que la etapa I tuvo dos fases y que el asentamiento de la fase 2 tuvo dos o tres niveles, se podría supuner que la etapa I duró alrededor de un siglo, lo que significa que su inicio podría situarse antes de la conquista húngara. Sin embargo, no existen argumentos arqueológicos ciertos a favor de esta idea.

Asimismo, Madgearu pone en duda si Dăbâca era de hecho la ciudad capital de Gelou en Gesta Hungarorum: 

Aunque fuera contemporánea de Gelou, la fortaleza de Dăbâca no puede identificarse con la residencia mencionada en Gesta Hungarorum. De la relación del conflicto resulta que Gelou, después de ser derrotado en algún lugar del valle de Almaş, regresó a su fuerte ubicado en el río Someş. Dado que fue asesinado cerca del río Căpuş, muy probablemente en Gilău, se puede inferir que el objetivo de su retirada fue Cluj, no Dăbâca. Si hubiera querido ir a Dăbâca, habría elegido otro camino, uno más corto, sobre las colinas entre Almaş y Dăbâca.

Basado en la toponimia, Madgearu argumenta que Dăbâca pudo haber existido antes de la conquista húngara: 

el hecho de que la fortaleza de Dăbâca tenga un nombre eslavo es muy importante. Si hubiera sido construida por húngaros, su nombre también habría sido húngaro, como Şirioara y Cuzdrioara. Además, sabemos que a 1,6 km de la fortaleza existe un lugar llamado Tiligrad (que significa "fortaleza completa"). Dăbâca pertenece al grupo de fortificaciones transilvanas medievales tempranas con nombres eslavos prehúngaros: Bălgrad (Alba Iulia), Tiligrad (Blandiana) o Moigrad. Dado que ninguno de estos nombres tiene ningún significado en rumano, cabe deducir que fueron creados cuando los eslavos aún no estaban asimilados". Su conclusión final sobre Dăbâca es que "la construcción de la fortaleza de Dăbâca durante el siglo IX aún no está demostrada, pero sigue siendo posible. Incluso si este asentamiento fortificado realmente existiera antes del ataque húngaro, la identificación con la residencia ubicada en Someş se contradice con su ubicación, demasiado lejos de la zona de guerra descrita en Gesta Hungarorum.

La mayoría de los historiadores húngaros (incluidos István Bóna, Pál Engel y Gyula Kristó) afirman que Anónimo no tenía un conocimiento real de la cuenca de los Cárpatos en el momento de la conquista húngara e inventó todos los oponentes de los húngaros porque necesitaba personajes que fueran derrotados por los conquistadores. Según este punto de vista, Gelou es una de la media docena de "figuras imaginarias" -que incluye a Laborec, Menumorut y Zobor- denominados por Anonymus por un río, una colina o un asentamiento. Si esta teoría es cierta, Gelou recibió su nombre de Gilău (Gyalu en húngaro), un pueblo de Transilvania en el que Gelou muere en la Gesta. Según Tudor Sălăgean, el pueblo de Gilău aparentemente recibió su nombre por el duque. Zoltán Kordé opina que los nombres del pueblo y del duque pueden tener orígenes húngaros o turcos. Dennis Deletant opina que "los casos a favor y en contra de la existencia de Gelou y los valacos simplemente no pueden probarse".